# Devarim (film)
Pour les articles homonymes, voir Devarim.
Pour plus de détails, voir Fiche technique et Distribution.
Devarim (Zihron Devarim) est un film israélien réalisé par Amos Gitaï, sorti en 1995.

## Synopsis
C'est le premier volet d'une trilogie sur les villes israéliennes. Il est consacré à la ville de Tel-Aviv.

## Fiche technique
- Titre : Devarim
- Titre original : Zihron Devarim
- Réalisation : Amos Gitaï
- Scénario : Gilad Evron et Madi Levy
- Pays d'origine : Israël
- Format : Couleurs - 35 mm
- Genre : Drame
- Durée : 110 minutes
- Date de sortie : 1995

## Distribution
- Gabi Beniashvilly : jeune homme dans le bar
- Samuel Calderon : Besh
- Helena Cherkasov : la mariée
- David Cohen : Zvi
- Yuval Cohen : jeune homme dans le bar
- David Da'or : Vocal
- Assi Dayan : Caesar
- Debesa'ar : fille dans le bar
- Family Gershovitch : vieux couple dans le bar
- Riki Gal : Ruchama
- Amos Gitai : Goldman
- Menahem Golan : Nelo
- Veronica Gottlieb : Paula
- Shosh Grinberg : fille dans le bar
- Sharon Hacohen : Tirza
- Dan Harden : Max
- Yuval Havkin : Shaul
- Maya Kadishman : Dita
- Leah Koenig : Stephana
- Itzhak Levy : vieil homme dans le bar
- Arik Livnat : joueur de saxophone
- Isac Lubelsky : pianiste
- Eitan Priver : Joel
- Azaria Rapaport : Erwin
- Haim Rinstay : chauffeur de taxi
- Hana River : Zipporah
- Naday Rubinstein : pianiste
- Amos Shoov : Israel
- Galia Spring : Elah
- Zvi Stolper : Manfred
- Natalia Vitelvitch : Zina
- Devora Vizen : Judith mutzler
- Shmuel Wolf : garde
- Irit Yeyni : fille dans le bar
- Michal Zoharetz : Eliazara

## Récompense
- Festival des 3 Continents 1997 : prix de la mise en scène